# Aphrodisias cacica
Aphrodisias cacica är en insektsart som beskrevs av Stsl 1869. Aphrodisias cacica ingår i släktet Aphrodisias och familjen lyktstritar. Inga underarter finns listade i Catalogue of Life.